# RX J1856.5-3754
RX J185635-3754 is een neutronenster die op een afstand van ongeveer 450 lichtjaar van de Aarde staat. Dit object is daarmee de meest nabijgelegen neutronenster. 
RX J185635-3754 werd in 1992 ontdekt door de ROSAT-satelliet. Observaties in 1996 door de Hubble-ruimtetelescoop bevestigden dat het om een neutronenster ging. Eerst werd gedacht dat de afstand zo'n 200 lichtjaar bedroeg, maar nadere studies met de Chandra X-Ray Observatory in 2002 lieten zien dat de afstand groter en RX J185635-3754 kleiner was dan was aangenomen. Met de VLT is rondom RX J185635-3754 een nevel van geïoniseerde waterstof ontdekt.
Als neutronenster is RX J185635-3754 een vreemd object: er valt geen supernovarest rond de ster te ontdekken, wat betekent dat RX J185635-3754 meer dan 100.000 jaar oud moet zijn. Een ander opvallend kenmerk is dat de temperatuur hoog is voor zo'n oude neutronenster: wel 700.000 K. De diameter is ongeveer 10 km en het object verplaatst zich met een snelheid van 100 km/s.
Een van de theorieën die deze verschijnselen pogen te verklaren is dat RX J185635-3754 geen neutronenster maar een quarkster is.

## Referentie
- (en)  Cosmic X-rays May Reveal New Form of Matter, Chandra X-ray Observatory Center, 16 juli 2009